# Wangkal (Gading)
Wangkal is een bestuurslaag in het regentschap Probolinggo van de provincie Oost-Java, Indonesië. Wangkal telt 6899 inwoners (volkstelling 2010).